# Eleições presidenciais portuguesas de 1972
As eleições presidenciais sob o regime do Estado Novo realizaram-se pela última vez a 25 de julho de 1972, as únicas não controladas pelo então falecido primeiro-ministro António de Oliveira Salazar, tendo as sido as últimas eleições realizadas pela Assembleia Nacional. O presidente em exercício Américo Tomás, da Ação Nacional Popular no poder, foi eleito pela Assembleia Nacional para um terceiro mandato de sete anos, que terminaria em 25 de julho de 1979.
O colégio eleitoral era composto por 669 individualidades, deputados da Assembleia Nacional e Procuradores da Câmara Corporativa. 
Na eleição de 1972, estiveram presentes 645 eleitores e ausentes 24 eleitores, a eleição foi presidida pelo Presidente da Assembleia Nacional Carlos Monteiro do Amaral Netto.
Após se ter procedido à chamada dos eleitores (1.ª e 2.ª chamadas), fez-se o 1.º escrutínio no fim do qual se apurou terem entrado na urna 645 listas, sendo 616 válidas e 29 declaradas nulas. De seguida o Presidente, proclamou-se eleito Presidente da República o Almirante, ex-ministro da Marinha, Américo Deus Rodrigues Tomás, para o período constitucional de 7 anos que se iniciou em 9 de Agosto de 1972, data que corresponde à sua tomada de posse.

## Resultados
| Candidato               | Candidato               | Partidos apoiantes      | Votos       | %               |
| ----------------------- | ----------------------- | ----------------------- | ----------- | --------------- |
|                         | Américo Tomás           | Acção Nacional Popular  | 616         | 92,08 / 100,00  |
| Votos nulos             | Votos nulos             | Votos nulos             | 29          | 4,33 / 100,00   |
| Eleitorado/Participação | Eleitorado/Participação | Eleitorado/Participação | 645         | 96,41 / 100,00  |
| Ausentes                | Ausentes                | Ausentes                | 24          | 3,59 / 100,00   |
| Total                   | Total                   | Total                   | 669         | 100,00 / 100,00 |
| Fonte:                  | Fonte:                  | Fonte:                  | [ 1 ] [ 2 ] | [ 1 ] [ 2 ]     |